# Smodicum semipubescens
Smodicum semipubescens är en skalbaggsart som beskrevs av Pierre Émile Gounelle 1911. Smodicum semipubescens ingår i släktet Smodicum och familjen långhorningar.
Artens utbredningsområde är Paraguay. Inga underarter finns listade i Catalogue of Life.